# Hamburger Sport-Verein 1964-1965
Questa voce raccoglie le informazioni riguardanti l'Hamburger Sport-Verein nelle competizioni ufficiali della stagione 1964-1965.

## Stagione
Nella stagione 1964-1965 l'Amburgo, allenato da Georg Gawliczek, concluse il campionato di campionato posizione all'11º posto. In Coppa di Germania l'Amburgo fu eliminato agli ottavi di finale dal Norimberga.

## Rosa
| N. |                     | Ruolo | Calciatore         |
| -- | ------------------- | ----- | ------------------ |
|    | Germania (bandiera) | P     | Hans Krämer        |
|    | Germania (bandiera) | P     | Horst Schnoor      |
|    | Germania (bandiera) | P     | Erhard Schwerin    |
|    | Germania (bandiera) | D     | Holger Dieckmann   |
|    | Germania (bandiera) | D     | Lothar Kröpelin    |
|    | Germania (bandiera) | D     | Gerd Krug          |
|    | Germania (bandiera) | D     | Jürgen Kurbjuhn    |
|    | Germania (bandiera) | D     | Heiko Kurth        |
|    | Germania (bandiera) | D     | Jochen Meinke      |
|    | Germania (bandiera) | D     | Erwin Piechowiak   |
|    | Germania (bandiera) | D     | Helmut Sandmann    |
|    | Germania (bandiera) | D     | Hubert Stapelfeldt |
|    | Germania (bandiera) | C     | Willi Giesemann    |

| N. |                      | Ruolo | Calciatore      |
| -- | -------------------- | ----- | --------------- |
|    | Germania (bandiera)  | C     | Dieter Seeler   |
|    | Germania (bandiera)  | C     | Peter Wulf      |
|    | Germania (bandiera)  | A     | Harry Bähre     |
|    | Germania (bandiera)  | A     | Fritz Boyens    |
|    | Germania (bandiera)  | A     | Horst Dehn      |
|    | Germania (bandiera)  | A     | Bernd Dörfel    |
|    | Germania (bandiera)  | A     | Charly Dörfel   |
|    | Ungheria (bandiera)  | A     | Andreas Mate    |
|    | Finlandia (bandiera) | A     | Juhani Peltonen |
|    | Germania (bandiera)  | A     | Uwe Seeler      |
|    | Germania (bandiera)  | A     | Claus Vogler    |
|    | Germania (bandiera)  | A     | Peter Woldmann  |

## Organigramma societario
Area tecnica
- Allenatore: Georg Gawliczek
- Allenatore in seconda:
- Preparatore dei portieri:
- Preparatori atletici:

## Calciomercato

### Sessione estiva
| Acquisti | Acquisti         | Acquisti          | Acquisti |
| R.       | Nome             | da                | Modalità |
| -------- | ---------------- | ----------------- | -------- |
| A        | Juhani Peltonen  | Haka              |          |
| D        | Holger Dieckmann | Amburgo II        |          |
| D        | Heiko Kurth      | Altona 93         |          |
| A        | Andreas Mate     | New York Hungaria |          |
| P        | Erhard Schwerin  | Amburgo II        |          |

| Cessioni | Cessioni    | Cessioni   | Cessioni |
| R.       | Nome        | a          | Modalità |
| -------- | ----------- | ---------- | -------- |
| A        | Ernst Kreuz | Reutlingen |          |

## Risultati

### Bundesliga

#### Girone di andata
| Arbitro: | Thier |

|                   |           |                              |
| Wulf 77’ Krug 81’ | Marcatori | 9’ Siebert 15’ (rig.) Arnold |

| Berlino 29 agosto 1964, ore 16:00 CET 2ª giornata | Hertha Berlino | 0 – 0 referto | Amburgo | Stadio Olimpico (85 000 spett.)\| Arbitro: \| Wieser \| |
| Arbitro:                                          | Wieser         |               |         |                                                         |

| Arbitro: | Schmidt |

|                                |           |  |
| Wulf 48’ Dörfel 81’ Dörfel 85’ | Marcatori |  |

| Arbitro: | Handwerker |

|                                        |           |            |
| Pidancet 6’ May 37’ (rig.) Melcher 54’ | Marcatori | 22’ Seeler |

| Arbitro: | Regely |

|                          |           |  |
| Mate 10’ Seeler 20’, 77’ | Marcatori |  |

| Brema 26 settembre 1964, ore 16:00 CET 6ª giornata | Werder Brema | 0 – 0 referto | Amburgo | Weserstadion (40 000 spett.)\| Arbitro: \| Zimmermann \| |
| Arbitro:                                           | Zimmermann   |               |         |                                                          |

| Arbitro: | Baumgärtel |

|                       |           |             |
| Woldmann 27’ Wulf 86’ | Marcatori | 35’ Schämer |

| Arbitro: | Radermacher |

|                        |           |                     |
| Wild 26’ Jendrosch 64’ | Marcatori | 12’ Seeler 36’ Wulf |

| Arbitro: | Reil |

|                          |           |                            |
| Dörfel 29’, 44’ Wulf 52’ | Marcatori | 28’ (aut.) Krug 30’ Braner |

| Arbitro: | Tschenscher |

|                  |           |  |
| Wuttich 26’, 37’ | Marcatori |  |

| Arbitro: | Treichel |

|                        |           |                      |
| Strehl 3’ Allemann 39’ | Marcatori | 30’, 40’, 60’ Seeler |

| Arbitro: | Kreitlein |

|          |           |                                            |
| Dehn 60’ | Marcatori | 24’ Assauer 37’, 54’ Konietzka 75’ Schmidt |

| Arbitro: | Sparing |

|                             |           |  |
| Overath 12’, 33’ Müller 38’ | Marcatori |  |

| Arbitro: | Gusenburger |

|                          |           |                                  |
| Kurth 5’ Seeler 63’, 75’ | Marcatori | 12’ Grosser 15’ (aut.) Giesemann |

| Arbitro: | Jacobi |

|                                |           |            |
| Koslowski 8’, 72’ Gerhardt 44’ | Marcatori | 64’ Seeler |

#### Girone di ritorno
| Arbitro: | Mathieu |

|                              |           |                                         |
| Geiger 31’ Höller 90’ (rig.) | Marcatori | 40’ Wulf 44’ Seeler 56’ Mate 58’ Dörfel |

| Arbitro: | Ott |

|                                                |           |                   |
| Seeler 1’, 41’ Wulf 43’ Schimmöller 46’ (aut.) | Marcatori | 26’ Klimaschefski |

| Arbitro: | Tremmel |

|              |           |                      |
| Rodekamp 65’ | Marcatori | 9’ Dehn 52’ Woldmann |

| Arbitro: | Malka |

|           |           |              |
| Kurth 55’ | Marcatori | 12’, 15’ May |

| Arbitro: | Deuschel |

|                         |           |                       |
| Lotz 64’, 85’ Gecks 74’ | Marcatori | 48’ Seeler 84’ Dörfel |

| Arbitro: | Weyland |

|  |           |                                                 |
|  | Marcatori | 16’, 26’ Matischak 78’ (aut.) Seeler 80’ Schütz |

| Arbitro: | Fritz |

|                         |           |              |
| Schämer 57’ Lechner 63’ | Marcatori | 23’ Kurbjuhn |

| Arbitro: | Radermacher |

|                               |           |          |
| Marx 19’ (aut.) Giesemann 83’ | Marcatori | 42’ Madl |

| Arbitro: | Malka |

|                              |           |              |
| Leydecker 19’ Kapitulski 66’ | Marcatori | 29’ Peltonen |

| Arbitro: | Baumgärtel |

|  |           |           |
|  | Marcatori | 88’ Ulsaß |

| Arbitro: | Niemeyer |

|                         |           |              |
| Giesemann 35’ Bähre 83’ | Marcatori | 59’ Allemann |

| Arbitro: | Gusenburger |

|                                 |           |  |
| Wosab 19’ Straschitz 79’ (rig.) | Marcatori |  |

| Amburgo 30 aprile 1965, ore 20:00 CET 28ª giornata | Amburgo | 0 – 0 referto | Colonia | Volksparkstadion (48 000 spett.)\| Arbitro: \| Heumann \| |
| Arbitro:                                           | Heumann |               |         |                                                           |

| Arbitro: | Hoffmann |

|                                                          |           |                    |
| Luttrop 11’ (rig.) Heiß 16’ Küppers 85’ Brunnenmeier 87’ | Marcatori | 10’ (aut.) Grosser |

| Arbitro: | Handwerker |

|                            |           |                                  |
| Giesemann 16’ Peltonen 82’ | Marcatori | 13’, 50’ Gerhardt 66’, 81’ Klose |

### Coppa di Germania
| Arbitro: | Hilker |

|  |           |                       |
|  | Marcatori | 12’ Seeler 57’ Dörfel |

| Arbitro: | Mathieu |

|                                  |           |           |
| Wild 37’ Albrecht 57’ Strehl 83’ | Marcatori | 8’ Dörfel |

## Statistiche

### Statistiche di squadra
| Competizione      | Punti | In casa | In casa | In casa | In casa | In casa | In casa | In trasferta | In trasferta | In trasferta | In trasferta | In trasferta | In trasferta | Totale | Totale | Totale | Totale | Totale | Totale | DR  |
| Competizione      | Punti | G       | V       | N       | P       | Gf      | Gs      | G            | V            | N            | P            | Gf           | Gs           | G      | V      | N      | P      | Gf     | Gs     | DR  |
| ----------------- | ----- | ------- | ------- | ------- | ------- | ------- | ------- | ------------ | ------------ | ------------ | ------------ | ------------ | ------------ | ------ | ------ | ------ | ------ | ------ | ------ | --- |
| Bundesliga        | 27    | 15      | 8       | 2       | 5       | 28      | 25      | 15           | 3            | 3            | 9            | 18           | 31           | 30     | 11     | 5      | 14     | 46     | 56     | -10 |
| Coppa di Germania | -     | 0       | 0       | 0       | 0       | 0       | 0       | 2            | 1            | 0            | 1            | 3            | 3            | 2      | 1      | 0      | 1      | 3      | 3      | 0   |
| Totale            | 27    | 15      | 8       | 2       | 5       | 28      | 25      | 17           | 4            | 3            | 10           | 21           | 34           | 32     | 12     | 5      | 15     | 49     | 59     | -10 |

### Andamento in campionato
| Giornata  | 1 | 2  | 3 | 4 | 5 | 6 | 7 | 8 | 9 | 10 | 11 | 12 | 13 | 14 | 15 | 16 | 17 | 18 | 19 | 20 | 21 | 22 | 23 | 24 | 25 | 26 | 27 | 28 | 29 | 30 |
| --------- | - | -- | - | - | - | - | - | - | - | -- | -- | -- | -- | -- | -- | -- | -- | -- | -- | -- | -- | -- | -- | -- | -- | -- | -- | -- | -- | -- |
| Luogo     | C | T  | C | T | C | T | C | T | C | T  | T  | C  | T  | C  | T  | T  | C  | T  | C  | T  | C  | T  | C  | T  | C  | C  | T  | C  | T  | C  |
| Risultato | N | N  | V | P | V | N | V | N | V | P  | V  | P  | P  | V  | P  | V  | V  | V  | P  | P  | P  | P  | V  | P  | P  | V  | P  | N  | P  | P  |
| Posizione | 6 | 10 | 2 | 9 | 4 | 5 | 5 | 5 | 3 | 5  | 3  | 6  | 7  | 4  | 7  | 5  | 3  | 3  | 5  | 5  | 8  | 9  | 7  | 7  | 8  | 8  | 10 | 9  | 10 | 11 |

Legenda:

Luogo: C = Casa; T = Trasferta. Risultato: V = Vittoria; N = Pareggio; P = Sconfitta.

### Statistiche dei giocatori
| Giocatore      | Bundesliga | Bundesliga | Bundesliga  | Bundesliga | Coppa di Germania | Coppa di Germania | Coppa di Germania | Coppa di Germania | Totale   | Totale | Totale      | Totale     |
| Giocatore      | Presenze   | Reti       | Ammonizioni | Espulsioni | Presenze          | Reti              | Ammonizioni       | Espulsioni        | Presenze | Reti   | Ammonizioni | Espulsioni |
| -------------- | ---------- | ---------- | ----------- | ---------- | ----------------- | ----------------- | ----------------- | ----------------- | -------- | ------ | ----------- | ---------- |
| F. Boyens      | 3          | 0          | 0           | 0          | 0                 | 0                 | 0                 | 0                 | 3        | 0      | 0           | 0          |
| H. Bähre       | 26         | 1          | 0           | 0          | 0                 | 0                 | 0                 | 0                 | 26       | 1      | 0           | 0          |
| H. Dehn        | 21         | 2          | 0           | 0          | 2                 | 0                 | 0                 | 0                 | 23       | 2      | 0           | 0          |
| H. Dieckmann   | 21         | 0          | 0           | 0          | 1                 | 0                 | 0                 | 0                 | 22       | 0      | 0           | 0          |
| B. Dörfel      | 10         | 2          | 0           | 0          | 1                 | 0                 | 0                 | 0                 | 11       | 2      | 0           | 0          |
| C. Dörfel      | 26         | 4          | 0           | 0          | 2                 | 2                 | 0                 | 0                 | 28       | 6      | 0           | 0          |
| W. Giesemann   | 30         | 3          | 0           | 0          | 2                 | 0                 | 0                 | 0                 | 32       | 3      | 0           | 0          |
| G. Krug        | 26         | 1          | 0           | 0          | 1                 | 0                 | 0                 | 0                 | 27       | 1      | 0           | 0          |
| H. Krämer      | 4          | 0          | 0           | 0          | 1                 | 0                 | 0                 | 0                 | 5        | 0      | 0           | 0          |
| L. Kröpelin    | 17         | 0          | 0           | 0          | 0                 | 0                 | 0                 | 0                 | 17       | 0      | 0           | 0          |
| J. Kurbjuhn    | 26         | 1          | 0           | 1          | 2                 | 0                 | 0                 | 0                 | 28       | 1      | 0           | 1          |
| H. Kurth       | 13         | 2          | 0           | 0          | 2                 | 0                 | 0                 | 0                 | 15       | 2      | 0           | 0          |
| A. Mate        | 6          | 2          | 0           | 0          | 0                 | 0                 | 0                 | 0                 | 6        | 2      | 0           | 0          |
| J. Meinke      | 0          | 0          | 0           | 0          | 0                 | 0                 | 0                 | 0                 | 0        | 0      | 0           | 0          |
| J. Peltonen    | 17         | 2          | 0           | 0          | 2                 | 0                 | 0                 | 0                 | 19       | 2      | 0           | 0          |
| E. Piechowiak  | 8          | 0          | 0           | 0          | 2                 | 0                 | 0                 | 0                 | 10       | 0      | 0           | 0          |
| H. Sandmann    | 0          | 0          | 0           | 0          | 0                 | 0                 | 0                 | 0                 | 0        | 0      | 0           | 0          |
| H. Schnoor     | 22         | 0          | 0           | 0          | 1                 | 0                 | 0                 | 0                 | 23       | 0      | 0           | 0          |
| E. Schwerin    | 4          | 0          | 0           | 0          | 0                 | 0                 | 0                 | 0                 | 4        | 0      | 0           | 0          |
| D. Seeler      | 6          | 0          | 0           | 0          | 0                 | 0                 | 0                 | 0                 | 6        | 0      | 0           | 0          |
| U. Seeler      | 19         | 14         | 0           | 0          | 1                 | 1                 | 0                 | 0                 | 20       | 15     | 0           | 0          |
| H. Stapelfeldt | 1          | 0          | 0           | 0          | 0                 | 0                 | 0                 | 0                 | 1        | 0      | 0           | 0          |
| C. Vogler      | 0          | 0          | 0           | 0          | 0                 | 0                 | 0                 | 0                 | 0        | 0      | 0           | 0          |
| P. Woldmann    | 4          | 2          | 0           | 0          | 1                 | 0                 | 0                 | 0                 | 5        | 2      | 0           | 0          |
| P. Wulf        | 20         | 7          | 0           | 0          | 1                 | 0                 | 0                 | 0                 | 21       | 7      | 0           | 0          |